# История государства Российского (фильм)
История государства Российского — документально-исторический сериал, созданный на основе одноимённого труда Н. М. Карамзина кинокомпанией «Стар Медиа» и студией «Бабич-дизайн» по заказу телекомпании «ТВ Центр» в 2007 году.

## Описание
Рассказывает о промежутке Российской истории от вокняжения Рюрика до конца XVIII века (до царствования Екатерины II включительно). Всего в сериале содержится 500 серий. Серии нарезаны в блоки по 5 серий, таким образом продолжительность каждого блока примерно 20 минут.
Серии выполнены в технике трёхмерной компьютерной графики.
Модели объектов содержат мельчайшие детали, основанные на исторических фактах. Закадровый текст истории во многом является сокращением «Истории государства Российского» Н. М. Карамзина, но есть и отличия. Текст читает музыкант и поэт, солист рок-группы «ДДТ» Юрий Шевчук.
Поскольку проект выходит за рамки работы Карамзина, при создании поздних серий использовались труды историков Н. И. Костомарова и С. М. Соловьёва. Помимо этого, использовались отдельные труды историков В. О. Ключевского и С. Ф. Платонова.
Руководителем проекта был Валерий Бабич, который до этого принял участие в создании проекта «Битва за Москву», а позднее — «Сказание о Крещении Руси» (2009), а также проектах Первого канала «Время Победы» и «Великая война» (2010) и проекте канала Россия «Освободители» (2010).
Музыку написал украинский композитор Борис Кукоба.

## Список серий
- 001—005: Рюрик, Варяги, Аскольд и Дир, Славяне, Олег.
- 006—010: Игорь, Ольга, Святослав, Война с Цимисхием, Битва при Доростоле.
- 011—015: Ярополк. Олег. Владимир, Владимир, Волжская Болгария, Походы Владимира, Крещение Руси.
- 016—020: Русское войско, Торговля в Киевской Руси, Ремесла в Киевской Руси, Святополк Окаянный, Война Ярослава Мудрого против Святополка.
- 021—025: Ярослав, Русская правда Ярослава, Великий князь Изяслав 1054—1077, Киево-Печерский монастырь, Всеволод Ярославович.
- 026—030: Война с Олегом (2 серии), Съезд князей в Любече, Великое Княжение Святополка II 1098—1099, Великое Княжение Святополка II 1099—1113.
- 031—035: Победа над половцами, Великий князь Владимир Мономах (3 серии), Поучение Владимира Мономаха.
- 036—040: Великие Князья Мстислав Великий и Ярополк, Великий князь Всеволод Ольгович 1139—1146, Великий князь Всеволод Ольгович, Игорь Ольгович и Изяслав Мстиславич 1146, Великий Князь Изяслав II.
- 041—045: Война Изяслава с Юрием Долгоруким 1147—1151, Война Изяслава с Юрием Долгоруким, Ростислав Мстиславич и Юрий Долгорукий 1154—1157, Изяслав III и Андрей Боголюбский, Ростислав и Андрей Боголюбский.
- 046—050: Мстислав Изяславич. Падение Киева, Война Андрея Боголюбского с Новгородом, Времена Андрея Боголюбского, Заговор против Андрея Боголюбского, Всеволод III Георгиевич.
- 051—055: Войны Всеволода Большое Гнездо, Слово о полку Игореве, Ярослав Галицкий Осьмомысл и Владимир Ярославич, Времена правления Всеволода Георгиевича, Княжение Рюрика в Киеве.
- 056—060: Роман Мстиславич (Галицкий), Роман Мстиславич — князь Галицкий, Последние годы Всеволода Большое Гнездо, Крестоносцы, Война между потомками Всеволода.
- 061—065: Липецкая битва, Княжение Константина Всеволодовича, Времена Великого князя Георгия II Всеволодовича, События в Ливонских землях, Происхождение татар. Чингисхан.
- 066—070: Завоевания Чингисхана, Битва на Калке, Происшествия в южной и западной России (1223—1228 гг.), Бедствия в Великом Новгороде, Князь Даниил Романович Галицкий.
- 071—075: Новое нашествие татаро-монголов, Взятие Рязани, Героизм россиян, Осада и взятие Киева, Состояние России. Причина успехов Батыя.
- 076—080: Александр Невский, Ледовое побоище, Смерть Ярослава и гибель Михаила Черниговсокого, Даниил — король Галицкий, Записи монаха Карпина о России в подданстве моголов.
- 081—085: Великий хан Гаюк, Обычаи татар, Великий князь — Александр Ярославич Невский, Даниил Галицкий и моголы, Моголы в Новгороде.
- 086—090: Смерть Александра Невского, Времена Великого князя Ярослава Ярославича, Великий князь Дмитрий Александрович, Курские князья Олег и Святослав, Нашествие Дюденя.
- 091—095: Великий князь Андрей Александрович, Борьба со шведами, Великий князь Михаил Ярославич, Борьба за великокняжеский престол, Гибель Великого князя Михаила.
- 096—100: Убиение Георгия Данииловича и Дмитрия Михайловича, Разорение Твери, Усиление Литвы, Москва — глава России, Судьба Александра Тверского.
- 101—105: Великий князь Иван Калита, Великий князь Симеон Иоаннович (Гордый), Война Новгорода против Швеции, Князь литовский Ольгерд, Чума.
- 106—110: Великий князь Иоанн II Иоаннович (Кроткий), Юный князь Дмитрий Иоаннович, Поход Ольгерда на Москву, Второй поход Ольгерда на Москву, Усиление власти Димитрия Иоанновича.
- 111—115: Третий поход Ольгерда на Москву, Война Димитрия Иоанновича с Михаилом Тверским, Первая победа россиян над татарами, Канун Куликовской битвы, Куликовская битва.
- 116—120: Возвращение князя Димитрия в Москву, Взятие и разрушение Москвы Тохтамышем, Восстановление Москвы, Ссора и мир с Новгородом, Крещение Ягайло.
- 121—125: Новый порядок наследования власти, Начало правления Василия Димитриевича, Дела Новогородские (1392 г.), Тамерлан, Поход Тамерлана на Русь.
- 126—130: Война Витовта с монголами, Взятие Смоленска, Война Василия Димитриевича против Витовта, Нашествие Эдигея, Итоги правления Василия I.
- 131—135: Начало княжения Василия II, Смерть Витовта, Суд в Орде, Борьба Василия Васильевича и князя Юрия за столицу, Война Василия II с Юрием Димитриевичем и его сыновьями.
- 136—140: Усиление Казани, Война с моголами и Казанью, Пленение Великого князя Василия, Ослепление Василия, Дмитрий Шемяка на Великом княжении.
- 141—145: Бегство Шемяки, Продолжение войны с Шемякой, Война с Казанью и смерть Шемяки, Смирение Новгорода, Последние годы правления Василия Тёмного.
- 146—150: Состояние России, от нашествия татар до времен Иоанна III, Происхождение казаков, Русское купечество, Первые годы правления Иоанна III, Война против Казани.
- 151—155: Война против Казани(продолжение), Марфа Посадница, Шелонская битва, Покорение Новгорода, Завоевание Перми и война с Золотой Ордой.
- 156—160: Переговоры с Папой Римским, Свадьба Иоанна и Софии, Итальянские мастера при дворе Иоанна III, Дела Иоанна III в Ливонии, Дела Иоанна III с Крымом и Ордой.
- 161—165: Великокняжеский суд в Новгороде, Спор с новгородцами, Подготовка к войне с Новгородом, Осада Новгорода, Покорение Великого Новгорода.
- 166—170: Сношения с Золотой Ордой, Последний поход Ахмата на Россию, Война Иоанна III с Ливонией, Стояние на Угре, Внешняя политика Иоанна III.
- 171—175: Покорение Твери, Взятие Казани и присоединение Вятки, Казни врачей. Свержение митрополита, Ссора Иоанна III с братьями, Переговоры со Священной Римской империей.
- 176—180: Смерть Казимира. Александр на троне Литвы, Свадьба Елены и Александра Литовского, Ухудшения отношений с Литвой, Арест Ганзейских купцов, Война со Швецией.
- 181—185: Иоанн III выбирает наследника, Завоевание Земли Югорской, Северо-Западной Сибири, Битва на берегах Ведроши, Союз Александра с Ливонским Орденом, Разрыв со Стефаном Молдавским. Перемирие.
- 186—190: Завещание Иоанна III. Женитьба Василия, Измена Царя Казанского, Иоанн III — творец величия России, Судебник Иоанна III, Церковные соборы при Иоанне III.
- 191—195: Начало царствования Василия, Поход на Казань, Дела Литовские, Союз с Менгли-Гиреем, Покорение Пскова.
- 196—200: Взаимные досады Василия и Сигизмунда. Набеги Крымцев, Неудачи Великого Князя Василия под Смоленском, Дипломатия Василия, Взятие Смоленска, Измена князя Глинского.
- 201—205: Перемены в отношениях с Крымом, Переговоры с Литвой (1518 г.), Судьба Казани (1519 г.), Поход татар на Москву (1521 г.), Хан Крымский взял Астрахань.
- 206—210: Поход на Казань (1524 г.), Рождение царя Иоанна Васильевича, Новый царь в Казани, Смерть Василия Иоанновича, Состояние России. Годы 1462—1533.
- 211—215: Правосудие во времена Василия III, Заточение князя Юрия Иоанновича, Общий страх. Заключение Михаила Глинского, Бегство и заключение князя Андрея Иоанновича, Война с Литвой (1534—1535).
- 216—220: Мятеж Казани, Перемирие с Литвой (1537 г.), Кончина Правительницы, Смута боярская, Владычество Шуйских.
- 221—225: Нашествие Хана Крымского (1541 г.), Новое господство князя Шуйского, Воспитание Иоанна Грозного, Шиг-Алей бежит из Казани, Царское венчание Иоанна IV. Брак Государев.
- 226—230: Пожары в Москве, Чудное исправление Иоанна, Походы на Казань. Перемирие с Литвой, Основание Свияжска, Последняя измена казанцев.
- 231—235: Начало Донских Казаков, Совет о Казани, Осада Казани, Ожесточение казанцев, Занятие Арской башни.
- 236—240: Взятие Казани, Торжественное вступление в Казань, Болезнь царя, Путешествие Иоанна в Кириллов монастырь, Усмирение мятежей в Казанской земле.
- 241—245: Покорение царства Астраханского. Прибытие английских кораблей в Россию, Дела Крымские (1553 г.), Лучшее образование войска в правлении Иоанна IV, Начало войны Ливонской. Взятие Нарвы.
- 246—250: Взятие Дерпта, Впадение Россиян в Тавриду, Новое разорение Ливонии. Взятие Мариенбурга, Кончина царицы Анастасии, Перемена в Иоанне. Начало злу..
- 251—255: Взятие Полоцка, Кончина Макария. Заведение типографии, Бегство россиян в Литву, Учреждение опричнины, Вторая эпоха казней.
- 256—260: Великодушие Митрополита Филиппа, Важное предприятие Султана, Торговля. Дань Сибирская. Посольства английские,Четвёртая, ужаснейшая эпоха мучительства, Запустение Новгорода.
- 261—265: Казни в Москве, Милость царя к Магнусу, Сожжение Москвы, Новое супружество Иоанново, Знаменитая победа Князя Воротынского.
- 266—270: Уничтожение опричнины, Война в Эстонии. Брак Магнуса, Дела польские, Измена Магнусова, Война Ливонская.
- 271—275: Переговоры и война с Баторием, Славная осада Пскова, Заключение перемирия, Сыноубийство.
- 276—280: Знатные купцы Строгановы, Ермак, Дальнейшие завоевания Сибири, Гибель Ермака, Болезнь и кончина Иоаннова.
- 281—285: Иоанн образователь государственный и законодавец, Свойства Феодоровы. Волнение народа, Царское венчание Феодорово, Годунов правитель царства.
- 286—290: Смерть Батория, Опасности для Годунова. Учреждение Патриаршества в России, Война Шведская, Убиение царевича Димитрия, Пожар в Москве.
- 291—295: Нашествия хана и битва под Москвою, Рождение и кончина Царевны Феодосии, Закон об укреплении крестьян и слуг. Двор Московский, Кончина Феодорова. Избрание Годунова в цари, Деятельность.
- 296—300: Подозрения Борисовы, Голод, Явление Самозванца, Договоры Лжедмитрия с Мнишком, Первая измена. Витязь Басманов.
- 301—305: Победа воевод Борисовых, Кончина Годунова. Измена Басманова, Измена москвитян. Сведение Феодора с престола, Вступление в столицу, Безрассудность Лжедмитрия. Шепот о расстриге..
- 306—310: Происшествия в Москве. Самозванец Петр, Въезд Марины в Столицу. Новые причины к негодованию, Восстание Москвы. Суд, допрос и казнь Лжедмитрия, Избрание нового царя, Мятежи в Москве.
- 311—315: Болотников, Появление нового Лжедимитрия, Самозванец усиливается. Ужас в Москве, Самозванец в Тушино, Знаменитая осада Лавры.
- 316—320: Крамолы в Москве. Голод, Осада Смоленска. Смятение ляхов, Посольство Королевское в Тушино, Успехи князя Михаила, Кончина Скопина-Шуйского.
- 321—325: Битва под Клушиным, Василий лишен престола, Присяга Владиславу, Смерть Самозванца, Ссоры с поляками.
- 326—330: Восстание в Москве, Междуцарствие. Годы 1611—1612, Признаки народного очищения, Второе ополчение для освобождения Москвы, Очищение Москвы.
- 331—335: Избрание царя Михаила Федоровича Романова, Поимка Заруцкого, Столбовской мир, Деулинские переговоры и перемирие,Осада Смоленска Шеиным.
- 336—340: Взятие Азова казаками и защита его от турок, Сибирские землеискатели XVII века, Экспедиции Пояркова, Дежнева и других, царь Алексей Михайлович, Соборное уложение 1649 года.
- 341—345: Восстания в Новгороде и Пскове, Патриарх Никон, Раскол, Гетман Богдан-Зиновий Хмельницкий, Освободительная война на Украине (1649 г.).
- 346—350: Битва при Берестечке, Переяславский договор, Война с Польшей, Бремя 13-летней войны, Андрусовское перемирие.
- 351—355: Степан Разин, Начало Разинского бунта, Подавление бунта Степана Разина, Царствование Федора Алексеевича, Слабость правительства и разнузданность стрельцов.
- 356—360: Усиление царевны Софьи, Правление царевны Софьи, Свержение Софьи, Юность Петра, Азовские походы.
- 361—365: Строительство флота, Пребывание царя Петра за границей, Стрелецкий розыск и казни, Начало преобразований, Посольство в Константинополь (1699 г.)..
- 366—370: Начало Северной войны, Первые успехи в Северной войне, Реформы царя Петра I, Основание Сантпитербурха, Астраханский бунт.
- 371—375: Восстание Кондратия Булавина, Поход Карла на Россию, Битва при Лесной, Мазепа, Измена Мазепы, Полтавская битва.
- 376—380: Бегство Карла XII, Реформы государственного устройства, Дипломатические действия царя Петра I, Прутский поход, Изгнание Карла XII из Турции.
- 381—385: Благоустройство Санкт-Петербурга, Преобразования Петра I в просвещении, Дворянство в царствование Петра I, Учреждение Петром I коллегий, Состояние торговых дел при Петре I.
- 386—390: Преобразования Петра I в промышленности, Развитие Петром I русского флота, Театр Северной войны, Визит Петра I во Францию, Реформы Петра I в армии.
- 391—395: Реформы местного управления, Царевич Алексей Петрович, Следствие и суд над царевичем Алексеем, Ништадский мир, Петровский табель о рангах.
- 396—400: Церковная реформа Петра I, Учреждение Малороссийской коллегии, Выход России к Каспийскому морю, Последние годы правления Петра, Воцарение Екатерины I.
- 401—405: Царствование Екатерины I, Взлёт и падение князя Меншикова, Ссылка князя Меншикова, Император Пётр II, Попытка ограничить самодержавную власть.
- 406—410: Воцарение Анны Иоанновны, Внутренняя политика Анны Иоанновны, Образование и просвещение при Анне Иоанновне, Переезд двора в Петербург, Война за польскую корону.
- 411—415: Взятие Перекопа, Поход Миниха в Крым, Взятие Очакова, Битва под Ставучанами, Мир с Турцией.
- 416—420: Кончина Анны Иоанновны. Бирон — регент, Арест Бирона, Правление Анны Леопольдовны, Дворцовый переворот 1741 года, Вступление на престол цесаревны Елизаветы.
- 421—425: Война и мир, София Фредерика Августа, наречённая Екатериной, Состояние Малороссии, Переезд двора Елизаветы в Москву, Российская жизнь в царствование Елизаветы.
- 426—430: Старания императрицы в поддержании веры, Просвещение времен правления Елизаветы, Развитие промыслов и производства, Состояние торговых дел в царствование Елизаветы, Начало Семилетней войны.
- 431—435: Сражение при Кунерсдорфе, Битва при Цорндорфе, Устройство армии времён Елизаветы, Взятие Берлина, Взятие Кольберга. Смерть Елизаветы Петровны.
- 436—440: Император Пётр III, Дворцовый переворот 1762 года, Начало правления Екатерины II, Государственные заботы (1763 г.), Заговор Мировича.
- 441—445: Избрание Понятовского на польский престол, Упразднение гетманства в Украине, Комиссия по Уложению, Поездка Екатерины II по Волге в 1767 году, Образование в России во второй половине XVI.
- 446—450: Начало русско-турецкой войны, Русско-турецкая война (1768—1774). Первые победы, Русско-турецкая кампания 1769—1770 гг., Победы при Ларге и Кагуле, Взятие Бендер.
- 451—455: Покорение Крыма, Морская экспедиция российского флота к берегам Греции, Чесменское морское сражение, Экспедиция российских войск в Закавказье (1769—1771 гг.), Эпидемия чумы в 1771 году.
- 456—460: Первый раздел Польши, Русско-турецкая война. Компания 1773 года, Кючук-Кайнарджийский мир 1774 года, Усиление российского влияния в Крыму, Эпоха академических экспедиций.
- 461—465: Внутреннее состояние России к 1774 году, Казацкие волнения на Яике, Появление Пугачёва (начало восстания), Пугачёв под Оренбургом, Разрастание бунта.
- 466—470: Снятие осады Оренбурга, Освобождение Уфы от мятежников, Поражение Пугачёва под Яицким, Пугачёвцы на Урале, Сожжение Казани.
- 471—475: Разгром под Царицыном, Поражение Пугачёва, Основание Черноморского флота, Путешествие Екатерины II в Крым, Архитектура и живопись во времена правления Екатерины Великой.
- 476—480: Начало русско-турецкой войны (1787—1791 гг.), Осада Очакова, Начало русско-шведской войны 1788—1790 гг., Русско-шведская война, Битва при Фокшанах.
- 481—485: Битва при Рымнике, Русско-турецкая война. Кампания 1789—1790 гг., Успехи русского флота в войне со Швецией, Верельский мир, Морские победы. Адмирал Ушаков.
- 486—490: Штурм Измаила, Второй раздел Польши, Восстание в Польше, Начало восстания в Польше, Восстание под предводительством Тадеуша Костюшко.
- 491—495: Третий раздел Польши, Первые русские поселения на Аляске, Внутреннее состояние России в царствование Екатерины II, Плоды Просвещения, Создание коллекций Эрмитажа.
- 496—500: Русское общество конца XVIII века, Государственные деятели времён Екатерины II, Российские полководцы второй половины XVIII века, Итоги внешнеполитической деятельности Екатерины II, Великие историки об истории России.